# 吉田豊信 (政治家)
吉田 豊信（よしだ とよのぶ、1911年（明治44年）4月30日 - 1984年（昭和59年）7月21日）は、日本の政治家。兵庫県姫路市長（4期）。

## 来歴
兵庫県飾磨郡白浜村（現・姫路市）生まれ。旧制姫路中学校卒業後、東京帝国大学法学部に進み、高等試験並びに内務省幹部採用試験に合格した。1934年（昭和9年）、内務省に入省、大阪府、岩手県で勤務ののち、1938年（昭和13年）、陸軍に召集され姫路の第10師団歩兵第39連隊に入隊した。その後、甲種幹部候補生採用試験に合格、東京の陸軍経理学校への入校を経て、陸軍主計少尉に任官し、第10師団経理部で物資統制主任将校を務めた。1942年（昭和17年）2月、召集解除により内務省に復帰し、福岡県、愛知県で勤務、終戦後は厚生省佐世保引揚援護局総務部長、愛知県教育部長を務める。内務省解体後の1947年（昭和22年）5月より兵庫県庁で勤務、農地部長、商工部長、人事委員長、農林部長、出納長を歴任した。
1966年（昭和41年）6月1日、兵庫県を退職。同年6月4日に「最近の石見市政にはうれうべきものが多い」として姫路市長選挙への立候補を表明した。1967年（昭和42年）4月28日の姫路市長選挙において日本社会党や革新勢力等幅広い層から支持を受け現職の石見元秀を大差で破り初当選した。以後4期16年にわたり市長職に就く。就任直後は石見市政の「負の遺産の後始末」に追われ、市財政の再建に着手。モノレール事業の見直し（のちに廃止）、市立学校の整備、当時深刻な社会問題であった公害問題への対応等に取り組んだ。都市開発の分野でも市道十二所前線の開通（国道2号の一方通行化）や新都市計画法に基づく市街化区域・市街化調整区域の設定等に取り組んだ。第二期には公害問題・環境問題への対応をさらに進めたほか、姫路市文化センターの建設、姫路バイパスの暫定供用、第三期には臨海部大手企業との災害防止協定の締結、現在の市庁舎の建設と旧庁舎の姫路市立美術館への転用等に取り組み、また国鉄高架化基本構想を発表し体制づくりを進めこれは退任後に実現することになった。
1983年（昭和58年）の姫路市長選挙に5選を目指す意欲を見せていたが、病状の悪化のため立候補を断念、任期満了で市長職を退いた。1984年（昭和59年）7月16日、姫路市名誉市民の称号を贈られた。同年7月21日、死去。

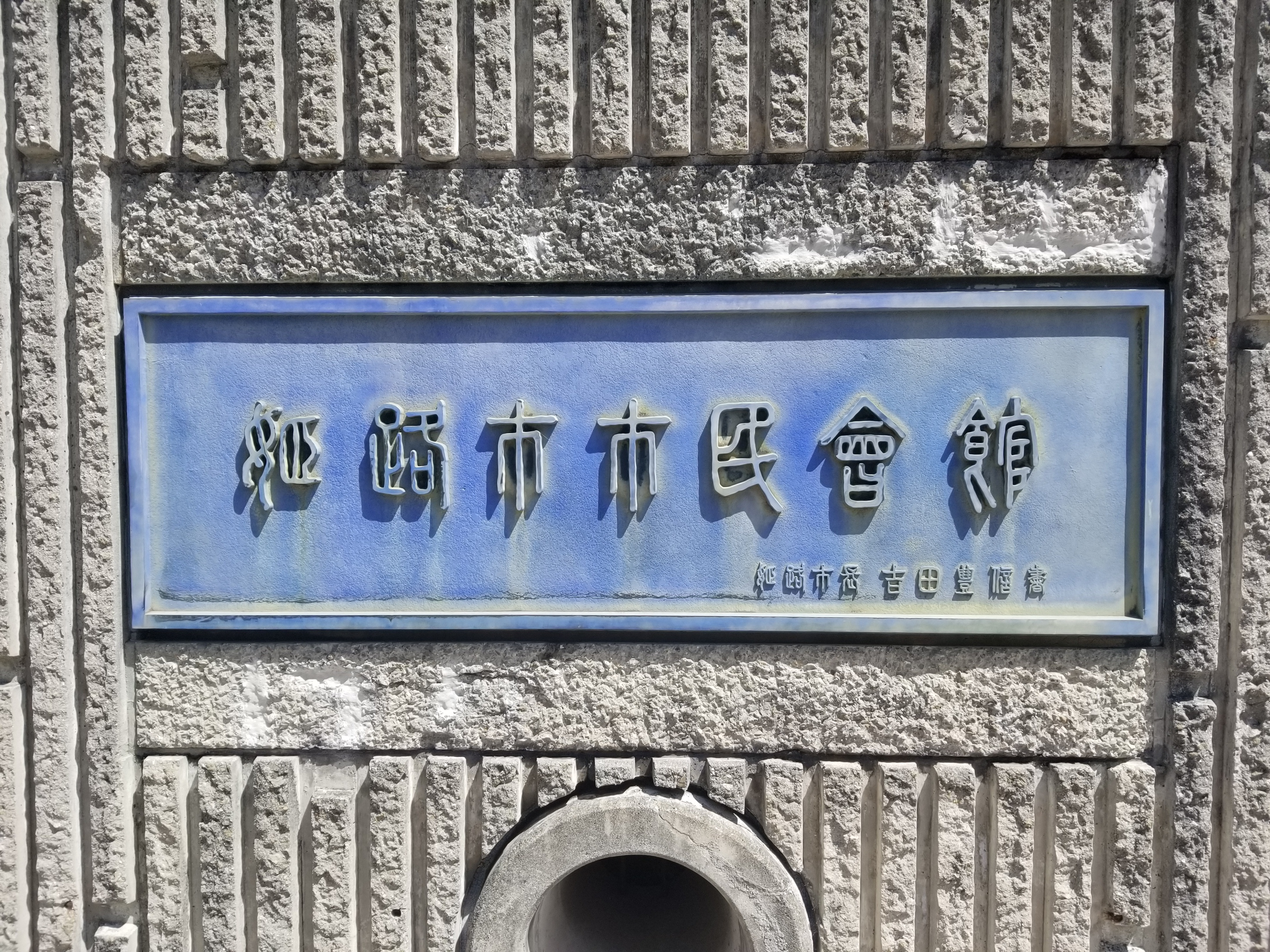
吉田の揮毫による、姫路市市民会館看板